# Tour de France 2022
Il Tour de France 2022, centonovesima edizione della Grande Boucle e valido come ventitreesima prova dell'UCI World Tour 2022, si svolse dal 1º al 24 luglio 2022 per un totale di 3 349,8 km, suddiviso in ventuno tappe, con partenza da Copenaghen in Danimarca e arrivo, come da tradizione, sugli Champs Élysées a Parigi. La vittoria fu appannaggio del danese Jonas Vingegaard, che completò il percorso in 79h33'20", alla media di 42,102 km/h precedendo lo sloveno Tadej Pogačar ed il britannico Geraint Thomas.
Sul traguardo des Champs-Élysées di Parigi 135 ciclisti, su 176 partiti da Copenaghen, portarono a termine la competizione.

## Descrizione del percorso
Dopo la partenza in Danimarca, il percorso prevede di affrontare alcuni settori della Parigi-Roubaix, prima di transitare sui Vosgi, le Alpi (dove l'Alpe d'Huez torna dopo 4 anni), il Massiccio centrale ed infine i Pirenei. Due sono le cronometro, al primo ed al penultimo giorno di corsa.

## Tappe
| Tappa  | Data      | Percorso                                                | km      | Vincitore di tappa  | Leader cl. generale |
| ------ | --------- | ------------------------------------------------------- | ------- | ------------------- | ------------------- |
| 1ª     | 1º luglio | Copenaghen (DNK) > Copenaghen (DNK) (cron. individuale) | 13,2    | Yves Lampaert       | Yves Lampaert       |
| 2ª     | 2 luglio  | Roskilde (DNK) > Nyborg (DNK)                           | 202,2   | Fabio Jakobsen      | Wout Van Aert       |
| 3ª     | 3 luglio  | Vejle (DNK) > Sønderborg (DNK)                          | 182     | Dylan Groenewegen   | Wout Van Aert       |
|        | 4 luglio  | giorno di riposo                                        |         |                     |                     |
| 4ª     | 5 luglio  | Dunkerque > Calais                                      | 171,5   | Wout Van Aert       | Wout Van Aert       |
| 5ª     | 6 luglio  | Lilla > Arenberg - Porte du Hainaut                     | 157     | Simon Clarke        | Wout Van Aert       |
| 6ª     | 7 luglio  | Binche (BEL) > Longwy                                   | 219,9   | Tadej Pogačar       | Tadej Pogačar       |
| 7ª     | 8 luglio  | Tomblaine > La Planche des Belles Filles                | 176,3   | Tadej Pogačar       | Tadej Pogačar       |
| 8ª     | 9 luglio  | Dole > Losanna (CHE)                                    | 186,3   | Wout Van Aert       | Tadej Pogačar       |
| 9ª     | 10 luglio | Aigle (CHE) > Châtel-Portes du Soleil                   | 192,9   | Bob Jungels         | Tadej Pogačar       |
|        | 11 luglio | giorno di riposo                                        |         |                     |                     |
| 10ª    | 12 luglio | Morzine-Portes du Soleil > Megève                       | 148,1   | Magnus Cort Nielsen | Tadej Pogačar       |
| 11ª    | 13 luglio | Albertville > Col du Granon/Serre Chevalier             | 151,7   | Jonas Vingegaard    | Jonas Vingegaard    |
| 12ª    | 14 luglio | Briançon > Alpe d'Huez                                  | 165,1   | Thomas Pidcock      | Jonas Vingegaard    |
| 13ª    | 15 luglio | Le Bourg-d'Oisans > Saint-Étienne                       | 192,6   | Mads Pedersen       | Jonas Vingegaard    |
| 14ª    | 16 luglio | Saint-Étienne > Mende                                   | 192,5   | Michael Matthews    | Jonas Vingegaard    |
| 15ª    | 17 luglio | Rodez > Carcassonne                                     | 202,5   | Jasper Philipsen    | Jonas Vingegaard    |
|        | 18 luglio | giorno di riposo                                        |         |                     |                     |
| 16ª    | 19 luglio | Carcassonne > Foix                                      | 178,5   | Hugo Houle          | Jonas Vingegaard    |
| 17ª    | 20 luglio | Saint-Gaudens > Peyragudes                              | 129,7   | Tadej Pogačar       | Jonas Vingegaard    |
| 18ª    | 21 luglio | Lourdes > Hautacam                                      | 143,2   | Jonas Vingegaard    | Jonas Vingegaard    |
| 19ª    | 22 luglio | Castelnau-Magnoac > Cahors                              | 188,3   | Christophe Laporte  | Jonas Vingegaard    |
| 20ª    | 23 luglio | Lacapelle-Marival > Rocamadour (cron. individuale)      | 40,7    | Wout Van Aert       | Jonas Vingegaard    |
| 21ª    | 24 luglio | Paris La Défense Arena > Parigi (Champs-Élysées)        | 115,6   | Jasper Philipsen    | Jonas Vingegaard    |
| Totale | Totale    | Totale                                                  | 3 349,8 |                     |                     |

## Squadre e corridori partecipanti
| N.      | Cod. | Squadra                     |
| ------- | ---- | --------------------------- |
| 1-8     | UAD  | UAE Team Emirates           |
| 11-18   | TJV  | Jumbo-Visma                 |
| 21-28   | IGD  | Ineos Grenadiers            |
| 31-38   | ACT  | AG2R Citroën Team           |
| 41-48   | BOH  | Bora-Hansgrohe              |
| 51-58   | QST  | Quick-Step Alpha Vinyl Team |
| 61-68   | MOV  | Movistar Team               |
| 71-78   | COF  | Cofidis                     |
| 81-88   | TBV  | Bahrain Victorious          |
| 91-98   | GFC  | Groupama-FDJ                |
| 101-108 | ADC  | Alpecin-Deceuninck          |

| N.      | Cod. | Squadra                  |
| ------- | ---- | ------------------------ |
| 111-118 | DSM  | Team DSM                 |
| 121-128 | IWG  | Intermarché-Wanty-Gobert |
| 131-138 | AST  | Astana Qazaqstan Team    |
| 141-148 | EFE  | EF Education-EasyPost    |
| 151-158 | ARK  | Team Arkéa-Samsic        |
| 161-168 | LTS  | Lotto Soudal             |
| 171-178 | TFS  | Trek-Segafredo           |
| 181-188 | TEN  | TotalEnergies            |
| 191-198 | IPT  | Israel-Premier Tech      |
| 201-208 | BEX  | Team BikeExchange-Jayco  |
| 211-218 | BBK  | B&B Hotels-KTM           |

## Dettagli delle tappe

### 1ª tappa
- 1º luglio : Copenaghen (DNK) > Copenaghen (DNK) – Cronometro individuale – 13,2 km

Risultati
| Pos. | Corridore     | Squadra    | Tempo  |
| ---- | ------------- | ---------- | ------ |
| 1    | Yves Lampaert | Quick-Step | 15'17" |
| 2    | Wout Van Aert | Jumbo      | a 5"   |
| 3    | Tadej Pogačar | UAE        | a 7"   |

| Pos. | Corridore     | Squadra    | Tempo  |
| ---- | ------------- | ---------- | ------ |
| 1    | Yves Lampaert | Quick-Step | 15'17" |
| 2    | Wout Van Aert | Jumbo      | a 5"   |
| 3    | Tadej Pogačar | UAE        | a 7"   |

Descrizione e riassunto
La prima tappa del Tour 2022 si apre con una cronometro individuale di 13,2 km per le strade di Copenaghen, in un percorso ricco di curve. I favoriti alla vigilia sono Filippo Ganna e Wout Van Aert, i primi due del mondiale a cronometro 2021. La pioggia intensa che scende a inizio gara complica la corsa un po' a tutti (cadono Stefan Bissegger e Christophe Laporte). Il primo tempo interessante lo fa registrare Mathieu van der Poel in 15'30", ma successivamente Van Aert fa un tempone in 15'22". Ganna paga 5" dal belga (successivamente si scopre che ha corso l'ultima parte di crono con una ruota forata), mentre è ottimo il tempo di Pogačar in 15'24". Il risultato sembra già scritto dato che i favoriti hanno già corso (buoni anche i tempi di Roglič e Vingegaard), ma complice il fatto che ha smesso di piovere e la strada si sta asciugando, Yves Lampaert riesce a beffare tutti con il tempo di 15'17", conquistando così la prima maglia gialla di questo Tour.

### 2ª tappa
- 2 luglio : Roskilde (DNK) > Nyborg (DNK) – 202,5 km

Risultati
| Pos. | Corridore      | Squadra    | Tempo    |
| ---- | -------------- | ---------- | -------- |
| 1    | Fabio Jakobsen | Quick-Step | 4h34'34" |
| 2    | Wout Van Aert  | Jumbo      | s.t.     |
| 3    | Mads Pedersen  | Trek       | s.t.     |

| Pos. | Corridore     | Squadra    | Tempo    |
| ---- | ------------- | ---------- | -------- |
| 1    | Wout Van Aert | Jumbo      | 4h49'50" |
| 2    | Yves Lampaert | Quick-Step | a 1"     |
| 3    | Tadej Pogačar | UAE        | a 8"     |

Descrizione e riassunto
Prima tappa in linea di questo Tour di 202,2 km adatta alle ruote veloci, anche se il vento durante l'attraversamento del lunghissimo Ponte di Grand Belt nel finale potrebbe creare situazioni di ventaglio. Vanno in fuga 4 corridori, tra cui Magnus Cort Nielsen che si aggiudica la prima maglia a pois avendo vinto tutti e tre i GPM di quarta categoria di questa tappa. Il gruppo lascia ai fuggitivi poco più di 3', ma torna compatto a circa 30km dall'arrivo. All'inizio del ponte cade la maglia gialla di Yves Lampaert, ma poi riesce a rientrare. Non si formano ventagli perché il vento è contrario, perciò si va verso la prima volata a ranghi compatti che se l'aggiudica Fabio Jakobsen davanti a Wout Van Aert, che invece si prende la maglia gialla grazie ai 6" di abbuono. Una caduta ai -2km coinvolge senza conseguenze Pogačar, che viene accreditato con lo stesso tempo del vincitore per la regola dei 3km.

### 3ª tappa
- 3 luglio : Vejle (DNK) > Sønderborg (DNK) – 182 km

Risultati
| Pos. | Corridore         | Squadra      | Tempo    |
| ---- | ----------------- | ------------ | -------- |
| 1    | Dylan Groenewegen | BikeExchange | 4h11'33" |
| 2    | Wout Van Aert     | Jumbo        | s.t.     |
| 3    | Jasper Philipsen  | Alpecin      | s.t.     |

| Pos. | Corridore     | Squadra    | Tempo    |
| ---- | ------------- | ---------- | -------- |
| 1    | Wout Van Aert | Jumbo      | 9h01'17" |
| 2    | Yves Lampaert | Quick-Step | a 7"     |
| 3    | Tadej Pogačar | UAE        | a 14"    |

Descrizione e riassunto
Altra tappa adatta alle ruote veloci con soli due GPM di quarta categoria. Va in fuga solitaria Magnus Cort Nielsen per i punti della maglia a pois. Il gruppo gli lascia circa 6', salvo poi essere ripreso ai -52 km. Una caduta a 10 dall'arrivo coinvolge Jack Haig e Damiano Caruso, che pagheranno dazio al traguardo. La volata a ranghi compatti viene vinta da Dylan Groenewegen davanti a Wout Van Aert (terzo secondo posto di fila per il belga), che mantiene la maglia gialla.

### 4ª tappa
- 5 luglio : Dunkerque > Calais – 171,5 km

Risultati
| Pos. | Corridore          | Squadra | Tempo    |
| ---- | ------------------ | ------- | -------- |
| 1    | Wout Van Aert      | Jumbo   | 4h01'36" |
| 2    | Jasper Philipsen   | Alpecin | a 8"     |
| 3    | Christophe Laporte | Jumbo   | s.t.     |

| Pos. | Corridore     | Squadra    | Tempo     |
| ---- | ------------- | ---------- | --------- |
| 1    | Wout Van Aert | Jumbo      | 13h02'43" |
| 2    | Yves Lampaert | Quick-Step | a 25"     |
| 3    | Tadej Pogačar | UAE        | a 32"     |

Descrizione e riassunto
Terza frazione adatta ai velocisti, anche se la Côte du Cap Blanc-Nez (900 metri al 7,5% a poco più di 10 dall'arrivo) potrebbe dar luogo a qualche colpo di mano. La fuga a 2 con Magnus Cort Nielsen viene ripresa proprio all'inizio dello strappetto finale, dove un forcing incredibile della Jumbo-Visma permette l'attacco in solitaria di Wout Van Aert. Il belga grazie alle sue doti a crono riesce a resistere al ritorno del gruppo e a conquistare una tappa in questo Tour dopo tre secondi posti. La volata del gruppo viene invece vinta da Jasper Philipsen.

### 5ª tappa
- 6 luglio : Lilla > Arenberg - Porte du Hainaut – 157 km

Risultati
| Pos. | Corridore          | Squadra       | Tempo    |
| ---- | ------------------ | ------------- | -------- |
| 1    | Simon Clarke       | Israel        | 3h13'35" |
| 2    | Taco van der Hoorn | Intermarché   | s.t.     |
| 3    | E. Boasson Hagen   | TotalEnergies | a 2"     |

| Pos. | Corridore        | Squadra       | Tempo     |
| ---- | ---------------- | ------------- | --------- |
| 1    | Wout Van Aert    | Jumbo         | 16h17'22" |
| 2    | Neilson Powless  | EF            | a 13"     |
| 3    | E. Boasson Hagen | TotalEnergies | a 14"     |

### 6ª tappa
- 7 luglio : Binche (BEL) > Longwy – 219,9 km

Risultati
| Pos. | Corridore        | Squadra      | Tempo    |
| ---- | ---------------- | ------------ | -------- |
| 1    | Tadej Pogačar    | UAE          | 4h27'13" |
| 2    | Michael Matthews | BikeExchange | s.t.     |
| 3    | David Gaudu      | Groupama     | s.t.     |

| Pos. | Corridore        | Squadra | Tempo     |
| ---- | ---------------- | ------- | --------- |
| 1    | Tadej Pogačar    | UAE     | 20h44'44" |
| 2    | Neilson Powless  | EF      | a 4"      |
| 3    | Jonas Vingegaard | Jumbo   | a 31"     |

### 7ª tappa
- 8 luglio : Tomblaine > La Planche des Belles Filles – 176,3 km

Risultati
| Pos. | Corridore        | Squadra | Tempo    |
| ---- | ---------------- | ------- | -------- |
| 1    | Tadej Pogačar    | UAE     | 3h58'40" |
| 2    | Jonas Vingegaard | Jumbo   | s.t.     |
| 3    | Primož Roglič    | Jumbo   | a 12"    |

| Pos. | Corridore        | Squadra | Tempo     |
| ---- | ---------------- | ------- | --------- |
| 1    | Tadej Pogačar    | UAE     | 24h43'14" |
| 2    | Jonas Vingegaard | Jumbo   | a 35"     |
| 3    | Geraint Thomas   | Ineos   | a 1'10"   |

### 8ª tappa
- 9 luglio : Dole > Losanna (CHE) – 186,3 km

Risultati
| Pos. | Corridore        | Squadra      | Tempo    |
| ---- | ---------------- | ------------ | -------- |
| 1    | Wout Van Aert    | Jumbo        | 4h13'06" |
| 2    | Michael Matthews | BikeExchange | s.t.     |
| 3    | Tadej Pogačar    | UAE          | s.t.     |

| Pos. | Corridore        | Squadra | Tempo     |
| ---- | ---------------- | ------- | --------- |
| 1    | Tadej Pogačar    | UAE     | 28h56'16" |
| 2    | Jonas Vingegaard | Jumbo   | a 39"     |
| 3    | Geraint Thomas   | Ineos   | a 1'14"   |

### 9ª tappa
- 10 luglio : Aigle (CHE) > Châtel-Portes du Soleil – 192,9 km

Risultati
| Pos. | Corridore            | Squadra  | Tempo    |
| ---- | -------------------- | -------- | -------- |
| 1    | Bob Jungels          | AG2R     | 4h46'39" |
| 2    | Jonathan Castroviejo | Ineos    | a 22"    |
| 3    | Carlos Verona        | Movistar | a 26"    |

| Pos. | Corridore        | Squadra | Tempo     |
| ---- | ---------------- | ------- | --------- |
| 1    | Tadej Pogačar    | UAE     | 33h43'44" |
| 2    | Jonas Vingegaard | Jumbo   | a 39"     |
| 3    | Geraint Thomas   | Ineos   | a 1'17"   |

### 10ª tappa
- 12 luglio : Morzine-Portes du Soleil > Megève – 148,1 km

Risultati
| Pos. | Corridore           | Squadra      | Tempo    |
| ---- | ------------------- | ------------ | -------- |
| 1    | Magnus Cort Nielsen | EF           | 3h18'50" |
| 2    | Nick Schultz        | BikeExchange | s.t.     |
| 3    | Luis León Sánchez   | Bahrain      | a 7"     |

| Pos. | Corridore        | Squadra | Tempo     |
| ---- | ---------------- | ------- | --------- |
| 1    | Tadej Pogačar    | UAE     | 37h11'28" |
| 2    | Lennard Kämna    | Bora    | a 11"     |
| 3    | Jonas Vingegaard | Jumbo   | a 39"     |

### 11ª tappa
- 13 luglio : Albertville > Col du Granon/Serre Chevalier – 151,7 km

Risultati
| Pos. | Corridore        | Squadra | Tempo    |
| ---- | ---------------- | ------- | -------- |
| 1    | Jonas Vingegaard | Jumbo   | 4h18'02" |
| 2    | Nairo Quintana   | Arkéa   | a 59"    |
| 3    | Romain Bardet    | DSM     | a 1'10"  |

| Pos. | Corridore        | Squadra | Tempo     |
| ---- | ---------------- | ------- | --------- |
| 1    | Jonas Vingegaard | Jumbo   | 41h29'59" |
| 2    | Romain Bardet    | DSM     | a 2'16"   |
| 3    | Tadej Pogačar    | UAE     | a 2'22"   |

### 12ª tappa
- 14 luglio : Briançon > Alpe d'Huez – 165,1 km

Risultati
| Pos. | Corridore      | Squadra     | Tempo    |
| ---- | -------------- | ----------- | -------- |
| 1    | Thomas Pidcock | Ineos       | 4h55'24" |
| 2    | Louis Meintjes | Intermarché | a 48"    |
| 3    | Chris Froome   | Israel      | a 2'06"  |

| Pos. | Corridore        | Squadra | Tempo     |
| ---- | ---------------- | ------- | --------- |
| 1    | Jonas Vingegaard | Jumbo   | 46h28'46" |
| 2    | Tadej Pogačar    | UAE     | a 2'22"   |
| 3    | Geraint Thomas   | Ineos   | a 2'26"   |

### 13ª tappa
- 15 luglio : Le Bourg-d'Oisans > Saint-Étienne – 192,6 km

Risultati
| Pos. | Corridore     | Squadra | Tempo    |
| ---- | ------------- | ------- | -------- |
| 1    | Mads Pedersen | Trek    | 4h13'03" |
| 2    | Fred Wright   | Bahrain | s.t.     |
| 3    | Hugo Houle    | Israel  | s.t.     |

| Pos. | Corridore        | Squadra | Tempo     |
| ---- | ---------------- | ------- | --------- |
| 1    | Jonas Vingegaard | Jumbo   | 50h47'34" |
| 2    | Tadej Pogačar    | UAE     | a 2'22"   |
| 3    | Geraint Thomas   | Ineos   | a 2'26"   |

### 14ª tappa
- 16 luglio : Saint-Étienne > Mende – 192,5 km

Risultati
| Pos. | Corridore        | Squadra      | Tempo    |
| ---- | ---------------- | ------------ | -------- |
| 1    | Michael Matthews | BikeExchange | 4h30'53" |
| 2    | Alberto Bettiol  | EF           | a 15"    |
| 3    | Thibaut Pinot    | Groupama     | a 34"    |

| Pos. | Corridore        | Squadra | Tempo     |
| ---- | ---------------- | ------- | --------- |
| 1    | Jonas Vingegaard | Jumbo   | 55h31'01" |
| 2    | Tadej Pogačar    | UAE     | a 2'22"   |
| 3    | Geraint Thomas   | Ineos   | a 2'43"   |

### 15ª tappa
- 17 luglio : Rodez > Carcassonne – 202,5 km

Risultati
| Pos. | Corridore        | Squadra | Tempo    |
| ---- | ---------------- | ------- | -------- |
| 1    | Jasper Philipsen | Alpecin | 4h27'27" |
| 2    | Wout Van Aert    | Jumbo   | s.t.     |
| 3    | Mads Pedersen    | Trek    | s.t.     |

| Pos. | Corridore        | Squadra | Tempo     |
| ---- | ---------------- | ------- | --------- |
| 1    | Jonas Vingegaard | Jumbo   | 59h28'28" |
| 2    | Tadej Pogačar    | UAE     | a 2'22"   |
| 3    | Geraint Thomas   | Ineos   | a 2'43"   |

### 16ª tappa
- 19 luglio : Carcassonne > Foix – 178,5 km

Risultati
| Pos. | Corridore        | Squadra  | Tempo    |
| ---- | ---------------- | -------- | -------- |
| 1    | Hugo Houle       | Israel   | 4h23'47" |
| 2    | Valentin Madouas | Groupama | a 1'10"  |
| 3    | Michael Woods    | Israel   | s.t.     |

| Pos. | Corridore        | Squadra | Tempo     |
| ---- | ---------------- | ------- | --------- |
| 1    | Jonas Vingegaard | Jumbo   | 64h28'09" |
| 2    | Tadej Pogačar    | UAE     | a 2'22"   |
| 3    | Geraint Thomas   | Ineos   | a 2'43"   |

### 17ª tappa
- 20 luglio : Saint-Gaudens > Peyragudes – 129,7 km

Risultati
| Pos. | Corridore        | Squadra | Tempo    |
| ---- | ---------------- | ------- | -------- |
| 1    | Tadej Pogačar    | UAE     | 3h25'51" |
| 2    | Jonas Vingegaard | Jumbo   | s.t.     |
| 3    | Brandon McNulty  | UAE     | a 32"    |

| Pos. | Corridore        | Squadra | Tempo     |
| ---- | ---------------- | ------- | --------- |
| 1    | Jonas Vingegaard | Jumbo   | 67h53'54" |
| 2    | Tadej Pogačar    | UAE     | a 2'18"   |
| 3    | Geraint Thomas   | Ineos   | a 4'56"   |

### 18ª tappa
- 21 luglio : Lourdes > Hautacam – 143,2 km

Risultati
| Pos. | Corridore        | Squadra | Tempo    |
| ---- | ---------------- | ------- | -------- |
| 1    | Jonas Vingegaard | Jumbo   | 3h59'50" |
| 2    | Tadej Pogačar    | UAE     | a 1'04"  |
| 3    | Wout Van Aert    | Jumbo   | a 2'10"  |

| Pos. | Corridore        | Squadra | Tempo     |
| ---- | ---------------- | ------- | --------- |
| 1    | Jonas Vingegaard | Jumbo   | 71h53'34" |
| 2    | Tadej Pogačar    | UAE     | a 3'26"   |
| 3    | Geraint Thomas   | Ineos   | a 8'00"   |

### 19ª tappa
- 22 luglio : Castelnau-Magnoac > Cahors – 188,5 km

Risultati
| Pos. | Corridore          | Squadra | Tempo    |
| ---- | ------------------ | ------- | -------- |
| 1    | Christophe Laporte | Jumbo   | 3h52'04" |
| 2    | Jasper Philipsen   | Alpecin | a 1"     |
| 3    | Alberto Dainese    | DSM     | s.t.     |

| Pos. | Corridore        | Squadra | Tempo     |
| ---- | ---------------- | ------- | --------- |
| 1    | Jonas Vingegaard | Jumbo   | 75h45'44" |
| 2    | Tadej Pogačar    | UAE     | a 3'26"   |
| 3    | Geraint Thomas   | Ineos   | a 8'00"   |

### 20ª tappa
- 23 luglio : Lacapelle-Marival > Rocamadour – Cronometro individuale – 40,7 km

Risultati
| Pos. | Corridore        | Squadra | Tempo  |
| ---- | ---------------- | ------- | ------ |
| 1    | Wout Van Aert    | Jumbo   | 47'59" |
| 2    | Jonas Vingegaard | Jumbo   | a 19"  |
| 3    | Tadej Pogačar    | UAE     | a 27"  |

| Pos. | Corridore        | Squadra | Tempo     |
| ---- | ---------------- | ------- | --------- |
| 1    | Jonas Vingegaard | Jumbo   | 76h33'57" |
| 2    | Tadej Pogačar    | UAE     | a 3'34"   |
| 3    | Geraint Thomas   | Ineos   | a 8'13"   |

### 21ª tappa
- 24 luglio : Paris La Défense Arena > Parigi (Champs-Élysées) – 115,7 km

Risultati
| Pos. | Corridore          | Squadra      | Tempo    |
| ---- | ------------------ | ------------ | -------- |
| 1    | Jasper Philipsen   | Alpecin      | 2h58'32" |
| 2    | D. Groenewegen     | BikeExchange | s.t.     |
| 3    | Alexander Kristoff | Intermarché  | s.t.     |

| Pos. | Corridore        | Squadra | Tempo     |
| ---- | ---------------- | ------- | --------- |
| 1    | Jonas Vingegaard | Jumbo   | 79h33'20" |
| 2    | Tadej Pogačar    | UAE     | a 2'43"   |
| 3    | Geraint Thomas   | Ineos   | a 7'22"   |

## Evoluzione delle classifiche
| Tappa              | Vincitore           | Classifica generale Maglia gialla | Classifica a punti Maglia verde | Classifica scalatori Maglia a pois | Classifica giovani Maglia bianca | Classifica a squadre Numero giallo | Premio combattività Numero rosso |
| ------------------ | ------------------- | --------------------------------- | ------------------------------- | ---------------------------------- | -------------------------------- | ---------------------------------- | -------------------------------- |
| 1ª                 | Yves Lampaert       | Yves Lampaert                     | Yves Lampaert                   | non assegnata                      | Tadej Pogačar                    | Jumbo-Visma                        | non assegnato                    |
| 2ª                 | Fabio Jakobsen      | Wout Van Aert                     | Wout Van Aert                   | Magnus Cort Nielsen                | Tadej Pogačar                    | Jumbo-Visma                        | Sven Erik Bystrøm                |
| 3ª                 | Dylan Groenewegen   | Wout Van Aert                     | Wout Van Aert                   | Magnus Cort Nielsen                | Tadej Pogačar                    | Jumbo-Visma                        | Magnus Cort Nielsen              |
| 4ª                 | Wout Van Aert       | Wout Van Aert                     | Wout Van Aert                   | Magnus Cort Nielsen                | Tadej Pogačar                    | Jumbo-Visma                        | Anthony Perez                    |
| 5ª                 | Simon Clarke        | Wout Van Aert                     | Wout Van Aert                   | Magnus Cort Nielsen                | Tadej Pogačar                    | Ineos Grenadiers                   | Magnus Cort Nielsen              |
| 6ª                 | Tadej Pogačar       | Tadej Pogačar                     | Wout Van Aert                   | Magnus Cort Nielsen                | Tadej Pogačar                    | Ineos Grenadiers                   | Wout Van Aert                    |
| 7ª                 | Tadej Pogačar       | Tadej Pogačar                     | Wout Van Aert                   | Magnus Cort Nielsen                | Tadej Pogačar                    | Ineos Grenadiers                   | Simon Geschke                    |
| 8ª                 | Wout Van Aert       | Tadej Pogačar                     | Wout Van Aert                   | Magnus Cort Nielsen                | Tadej Pogačar                    | Ineos Grenadiers                   | Mattia Cattaneo                  |
| 9ª                 | Bob Jungels         | Tadej Pogačar                     | Wout Van Aert                   | Simon Geschke                      | Tadej Pogačar                    | Ineos Grenadiers                   | Thibaut Pinot                    |
| 10ª                | Magnus Cort Nielsen | Tadej Pogačar                     | Wout Van Aert                   | Simon Geschke                      | Tadej Pogačar                    | Ineos Grenadiers                   | Alberto Bettiol                  |
| 11ª                | Jonas Vingegaard    | Jonas Vingegaard                  | Wout Van Aert                   | Simon Geschke                      | Tadej Pogačar                    | Ineos Grenadiers                   | Warren Barguil                   |
| 12ª                | Thomas Pidcock      | Jonas Vingegaard                  | Wout Van Aert                   | Simon Geschke                      | Tadej Pogačar                    | Ineos Grenadiers                   | Thomas Pidcock                   |
| 13ª                | Mads Pedersen       | Jonas Vingegaard                  | Wout Van Aert                   | Simon Geschke                      | Tadej Pogačar                    | Ineos Grenadiers                   | Mads Pedersen                    |
| 14ª                | Michael Matthews    | Jonas Vingegaard                  | Wout Van Aert                   | Simon Geschke                      | Tadej Pogačar                    | Ineos Grenadiers                   | Michael Matthews                 |
| 15ª                | Jasper Philipsen    | Jonas Vingegaard                  | Wout Van Aert                   | Simon Geschke                      | Tadej Pogačar                    | Ineos Grenadiers                   | Nils Politt                      |
| 16ª                | Hugo Houle          | Jonas Vingegaard                  | Wout Van Aert                   | Simon Geschke                      | Tadej Pogačar                    | Ineos Grenadiers                   | Hugo Houle                       |
| 17ª                | Tadej Pogačar       | Jonas Vingegaard                  | Wout Van Aert                   | Simon Geschke                      | Tadej Pogačar                    | Ineos Grenadiers                   | Brandon McNulty                  |
| 18ª                | Jonas Vingegaard    | Jonas Vingegaard                  | Wout Van Aert                   | Jonas Vingegaard                   | Tadej Pogačar                    | Ineos Grenadiers                   | Wout Van Aert                    |
| 19ª                | Christophe Laporte  | Jonas Vingegaard                  | Wout Van Aert                   | Jonas Vingegaard                   | Tadej Pogačar                    | Ineos Grenadiers                   | Quinn Simmons                    |
| 20ª                | Wout Van Aert       | Jonas Vingegaard                  | Wout Van Aert                   | Jonas Vingegaard                   | Tadej Pogačar                    | Ineos Grenadiers                   | non assegnato                    |
| 21ª                | Jasper Philipsen    | Jonas Vingegaard                  | Wout Van Aert                   | Jonas Vingegaard                   | Tadej Pogačar                    | Ineos Grenadiers                   | non assegnato                    |
| Classifiche finali | Classifiche finali  | Jonas Vingegaard                  | Wout Van Aert                   | Jonas Vingegaard                   | Tadej Pogačar                    | Ineos Grenadiers                   | Wout Van Aert                    |

Maglie indossate da altri ciclisti in caso di due o più maglie vinte
- Nella 2ª tappa Wout Van Aert ha indossato la maglia verde al posto di Yves Lampaert.
- Dalla 3ª alla 6ª tappa Fabio Jakobsen ha indossato la maglia verde al posto di Wout Van Aert.
- Dalla 7ª alla 10ª tappa Thomas Pidcock ha indossato la maglia bianca al posto di Tadej Pogačar.
- Dalla 19ª alla 21ª tappa Simon Geschke ha indossato la maglia a pois al posto di Jonas Vingegaard.

## Classifiche finali

### Classifica generale - Maglia gialla
| Pos. | Corridore        | Squadra     | Tempo     |
| ---- | ---------------- | ----------- | --------- |
| 1    | Jonas Vingegaard | Jumbo       | 79h33'20" |
| 2    | Tadej Pogačar    | UAE         | a 2'43"   |
| 3    | Geraint Thomas   | Ineos       | a 7'22"   |
| 4    | David Gaudu      | Groupama    | a 13'39"  |
| 5    | Aleksandr Vlasov | Bora        | a 15'46"  |
| SQ   | Nairo Quintana   | Arkéa       | a 16'33"  |
| 7    | Romain Bardet    | DSM         | a 18'11"  |
| 8    | Louis Meintjes   | Intermarché | a 18'44"  |
| 9    | Aleksej Lucenko  | Astana      | a 22'56"  |
| 10   | Adam Yates       | Ineos       | a 24'52"  |

Note: Nairo Quintana, inizialmente piazzatosi 6º, il 17 agosto 2022 viene squalificato in quanto riscontrata al termine della 7ª e dell'11ª tappa una positività al tramadolo, anti-dolorifico considerato non una sostanza dopante ma vietata a causa dei suoi potenziali effetti pericolosi per la salute dell'atleta in corsa quali sonnolenza, spossatezza e perdita della concentrazione.

### Classifica a punti - Maglia verde
| Pos. | Corridore          | Squadra    | Punti |
| ---- | ------------------ | ---------- | ----- |
| 1    | Wout Van Aert      | Jumbo      | 480   |
| 2    | Jasper Philipsen   | Alpecin    | 286   |
| 3    | Tadej Pogačar      | UAE        | 250   |
| 4    | Christophe Laporte | Jumbo      | 171   |
| 5    | Fabio Jakobsen     | Quick-Step | 159   |

### Classifica scalatori - Maglia a pois
| Pos. | Corridore        | Squadra | Punti |
| ---- | ---------------- | ------- | ----- |
| 1    | Jonas Vingegaard | Jumbo   | 72    |
| 2    | Simon Geschke    | Cofidis | 65    |
| 3    | Giulio Ciccone   | Trek    | 61    |
| 4    | Tadej Pogačar    | UAE     | 61    |
| 5    | Wout Van Aert    | Jumbo   | 59    |

### Classifica giovani - Maglia bianca
| Pos. | Corridore        | Squadra  | Tempo       |
| ---- | ---------------- | -------- | ----------- |
| 1    | Tadej Pogačar    | UAE      | 79h36'03"   |
| 2    | Thomas Pidcock   | Ineos    | a 58'32"    |
| 3    | Brandon McNulty  | UAE      | a 1h28'36"  |
| 4    | Matteo Jorgenson | Movistar | a 1h31'14"  |
| 5    | A. Leknessund    | DSM      | a 1h'54'48" |

### Classifica a squadre
| Pos. | Squadra          | Tempo      |
| ---- | ---------------- | ---------- |
| 1    | Ineos Grenadiers | 239h03'03" |
| 2    | Groupama-FDJ     | a 37'33"   |
| 3    | Jumbo-Visma      | a 44'54"   |
| 4    | Bora-Hansgrohe   | a 1h48'45" |
| 5    | Movistar Team    | a 2h11'22" |